# Megalonychini
A Megalonychini az emlősök (Mammalia) osztályának a szőrös vendégízületesek (Pilosa) rendjéhez, ezen belül a kétujjú lajhárfélék (Megalonychidae) családjához tartozó nemzetség.

## Rendszerezése
A nemzetségbe 7 fosszilis nem tartozik:
- †Megalonychina - alnemzetség
  - †Megalonychi - infratribus
    - †Protomegalonyx
    - †Megalonyx

  - †Megalocni - infratribus
    - †Megalocnus
    - †Neomesocnus
- †Mesocnina - alnemzetség
  - †Neocnus
  - †Parocnus
- Incertae sedis
  - †Imagocnus